# Купер (онлайн-ритейлер)
«Ку́пер» (до 1 июля 2024 года — «СберМаркет») — российский онлайн-сервис доставки продуктов и товаров с полок магазинов, а также готовой еды из ресторанов.
Создан в 2013 году под названием Instamart, в 2019 году стал частью совместного предприятия Сбербанка и VK и получил название «СберМаркет», под которым работал до ребрендинга в 2024 году.

## История создания
Instamart был основан в 2013 году Петром Федченковым и Андреем и Дмитрием Жулиными.
В начале 2019 года сервис получил 500 млн рублей от Mail.ru Group, президента «Трансконтинентальной медиа компании» Александра Митрошенкова и первого зампреда правления Сбербанка Льва Хасиса. В том же году Instamart стал частью совместного предприятия Сбербанка и Mail.ru Group и получил название «СберМаркет».
Зимой 2021 года «Сбер» вложил в «СберМаркет» 12 млрд рублей дополнительных инвестиций.
1 июля 2024 года «СберМаркет» официально объявил о ребрендинге в «Купер». Также были изменены позиционирование, айдентика и фирменный стиль. Ранее, в середине июня основное юрлицо «СберМаркета» — «Инстамарт Сервис» — подало заявки на регистрацию нескольких товарных знаков со словом «Купер». Новое название «Купер» произошло от слова «купить».

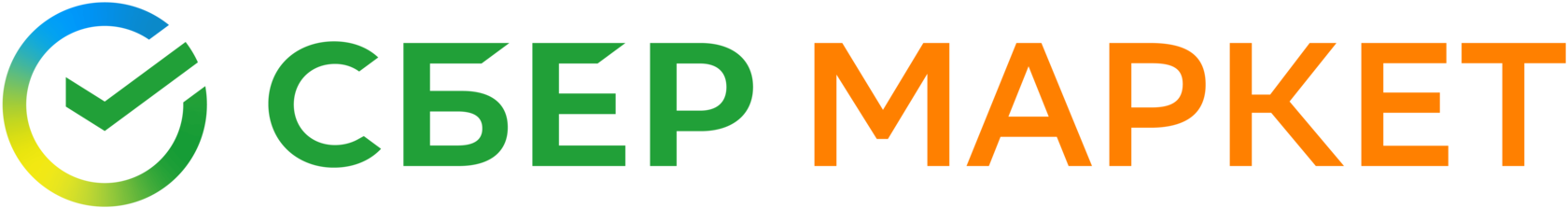
Логотип СберМаркета с 2020 по 2024 годы

## Обзор и финансовые показатели
В 2018 году Instamart выполнил заказов на 1 млрд рублей, чистая выручка составила 200 млн рублей.
В 2019 году сервис работал во всех городах-миллионниках России.
В 2020 году «СберМаркет» запустил рекламную онлайн-платформу для FMCG-брендов и ритейлеров.
С января по сентябрь 2021 года оборот сервиса вырос на 219 % и достиг 36,2 млрд рублей по сравнению с тем же периодом 2020 года. По объемам заказов компания выросла в четыре раза по сравнению с первыми девятью месяцами 2020 года.
Сумма инвестиций «Сбера» в «СберМаркет» в 2021 году превысила 12 млрд рублей.
В первом полугодии 2021 года сегмент электронной коммерции (куда также входит «СберМаркет») принес «Сберу» наибольшие потери — 12,2 млрд рублей.
По информации за 2021 год, «СберМаркет» доставлял более 150 тысяч заказов в день в 154 городах России.
В 2021 году «СберМаркет» и Metro открыли первый совместный даркстор в Москве и запустили экспресс-доставку заказов из гипермаркетов торговой сети.
За 2021 год «СберМаркет» увеличил торговый оборот (GMV) втрое — до 58,6 млрд рублей.
По данным за февраль 2022 года, сервис осуществлял доставку более чем из 120 российских торговых сетей. Среди крупнейших — Metro, «Лента», «Ашан», «Магнит» и другие.
В 2022 году оборот вырос в 1,7 раза по год к году — до 103,5 млрд рублей. Число доставок выросло в 1,6 раз – до 37,3 млн заказов.
В 2023 году оборот увеличился в 1,6 раза, до 165,6 млрд рублей, а количество доставок достигло отметки в 65,9 млн заказов.

## Признание
В 2021 году «Сбермаркет» обогнал Х5 Group в рейтинге крупнейших продуктовых онлайн-ритейлеров, по данным аналитической компании INFOLine, и стал лидером рынка e-grocery в России.
Аналитическая компания Data Insight огласила результаты рейтинга E-Commerce Index TOP-100. СберМаркет получил награду в номинации «Бренд в онлайне: Развитие бренда» как компания, которая лучше других смогла увеличить прямой трафик на сайт.
В апреле 2021 рекламный кейс «СберМаркета» и агентства Artics получил «Серебро» Tagline Awards 2020—2021 в номинации «Лучшее использование programmatic-технологий».
7 декабря 2021 года «СберМаркет» получил «Премию Рунета» в категории «Экономика и бизнес».
«Сбермаркет» получил награду за технологическое лидерство на конференции Retail tech 2022.